# 于永水
于永水（？—）籍贯不详，中国共产党及中华人民共和国官员。

## 生平
1972年12月参加工作，1975年3月加入中国共产党，大专学历。1981年9月，到国务院机关事务管理局工作，历任中勤服务开发中心副总经理，机关服务中心副主任兼接待处处长，办公室副主任，西山服务局局长。2009年12月，任国务院机关事务管理局党组成员，西山服务局局长。2010年3月，任局党组成员，驻京办事处管理司司长。2011年5月，任局党组成员，机关党委书记。2014年2月，任国家机关事务管理局国副局长、党组成员、机关党委书记。2016年5月，于永水不再担任副局长、党组成员职务。